# Angelika Janz
Angelika Janz (* 1952 in Düsseldorf) ist eine deutsche Schriftstellerin und Bildende Künstlerin.

## Leben
Angelika Janz studierte Germanistik, Kunstgeschichte und Philosophie in Essen und Bochum. Von 1979 bis 1988 war sie Lehrerin und Dozentin für Philosophie und Kunstgeschichte in der Erwachsenenbildung und später in der Erzieherausbildung. Sie ist seit 1977 künstlerisch tätig und erhielt besonders in den 80er Jahren, innerhalb der Bildenden Kunst und Literatur, einige Preise und Stipendien. Sie entwickelte 1979 den Fragmentext, der heute Lehrstoff am Germanistischen Institut Greifswald ist.
Von 1988 bis 2008 arbeitete sie als feste, freie Mitarbeiterin am Museum Folkwang in Essen im museumspädagogischen Dienst. Angelika Janz ist Verfasserin von Werken in den Genres Lyrik, Prosa, Essay und Visuelle Poesie und beschäftigt sich seit den 70er Jahren mit dem Verhältnis, der Korrespondenz und Vernähung von Bild und Text in der Bildenden Kunst, u. a. mit dem Essay Fragment als Haltung. Sie ist Autorin von 2 produzierten (RIAS Berlin und Radio Bremen) Hörspielen. Ihre künstlerische Vita verzeichnet zahlreiche Einzel- und Gruppen-Ausstellungen im In- und Ausland sowie (Spoken word-)Performances. Bis 1996 trat Angelika Janz mit der 1994 von ihr (mit-)gegründeten Jazz- und Lyrikgruppe „Trilemma“ u. a. im Kölner Stadtgarten auf.
1993 siedelte sie nach Vorpommern um, wo sie mit ihrem Mann, dem Bildhauer Dieter Eidmann, lebt. Sie gründete und organisierte seitdem in Mecklenburg-Vorpommern zahlreiche soziokulturelle Initiativen und Festivals und arbeitet bis heute vor allem mit Kindern und Jugendlichen auf dem Land. Angelika Janz vereinbart ihre Kinder- und Jugendarbeit mit der Kunst, indem sie z. B. in der KinderAkademie im ländlichen Raum, unter dem Motto „Nahsehen statt Fernsehen“, Kita- und Schulkindern aller Schulformen spielerisch kulturelle Basisbildung unterrichtsübergreifend näher bringt. Für Jugendliche gründete sie 1998 den Förderverein „Jugendclubs im ländlichen Raum“ und erreichte damit, dass über 20 Jugendclubs im einstigen Uecker-Randow-Kreis eingerichtet wurden, von denen aus Kostengründen schon 2010 nur noch wenige existierten. Von 1999 bis 2003 organisierte sie verschiedene soziokulturelle Festivals, wie zum Beispiel die „Polnische Woche 2000“ in Mecklenburg-Vorpommern, das Kulturfestival „Nordischer Klang“ und „Tanztendenzen“ in Greifswald.
Nach einer Unterbrechung ihrer vielseitigen Tätigkeiten aufgrund einer schweren Krankheit (2003) nahm sie 2005 ihre Arbeit wieder auf. Von 2005 bis 2010 leitete sie die Schreibwerkstatt im NB Radiotreff Neubrandenburg und gab die Dokumentation „Lebensfilme“ heraus.
Seit 2005 leitet sie das soziokulturelle Projekt „KinderAkademie im ländlichen Raum“ die sie zusammen mit ihrem Ehemann Dieter Eidmann gründete. Sie ist seitdem Initiatorin von zahlreichen z. T. auch überregional ausgezeichneter Projekte kultureller Basisbildung mit den Schwerpunkten Gewaltprävention und Inklusion an Schulen und Kitas in ihrer Umgebung. 2014/15 erhält ihr KinderAkademie-Kunst- und Inklusionsprojekt „Nahsehn statt Fernsehn“ die bundespräsidiale Auszeichnung als „Ort im Land der Ideen“.
Seit 2007 leitet sie die Frauenkulturgruppe „Seelenwelten“ in Torgelow, die sie in verschiedenen Kulturaktionen mit ihren Kinder- und Jugendgruppen vernetzt.

## Werk
Angelika Janz verwendet in ihrem Werk verschiedene künstlerische Ausdrucksformen: Lyrik und Prosa, Hörspiele, Rundfunkbeiträge und „spoken word“-Performances, interaktive Kunstaktionen, Ausstellungen, Vorträge, Kunst- und Literaturkritik, sowie die Arbeit mit Musikern.
Ihr charakteristischer Stil in ihren experimentellen Texten zeichnet sich durch Metaphern, Neologismen und Gegensätze aus.
Viele ihrer künstlerischen Werke lassen sich unter dem Oberbegriff Visuelle Poesie einordnen – sie ist eine der wichtigsten Vertreterinnen dieser literarischen Richtung in Deutschland.
Andere Arbeiten weisen Bildtextkorrespondenzen auf, die sich gegenseitig erweitern sollen. Angelika Janz erklärt ihre Fragmenttexte wie folgt: „Ein Textfragment wird an den Rändern mit geringstem Buchstabenaufwand sinnfällig neu ‚komplettiert‘ …“.
Ein Beispiel für ihre interaktiven Kunstaktionen ist die Aktion „schreiben wie gehen“ 1979 in Essen: sie schrieb mit Kreide Gedichte auf den Asphalt: „Die Fußgänger tragen die Kreideworte unter ihren Schritten davon.“ (Angelika Janz). Seitdem schrieb sie mehrfach an verschiedenen Orten am Jahrestag der verbrannten Bücher die Namen der Autoren auf die Straße, die die Menschen mit ihren Schritten davontragen.
Einige ihrer Texte wurden von Jerzy Kaczmarek* ins Polnische übersetzt.

## Ausstellungen
Ab 1980 wurden ihre vielseitigen Werke in verschiedenen Ausstellungen im Ausland, zum Beispiel in vielen Ländern Europas, Polen und in Neuseeland gezeigt.
Viele ihrer letzten Inlandsausstellungen waren in Vorpommern, wie zum Beispiel im Kulturwerk Vorpommern, im Germanistischen Institut Greifswald oder im Literaturzentrum Greifswald, wie 2010 die Retrospektive „Die Willkür der Fragmente“, welche hauptsächlich Fragmenttexte und Bildtextcollagen zeigte. 2017 stellte sie im Literaturzentrum Koeppenhaus in Greifswald unter dem Titel „Nahtstellen – Wege zum Fragment 1979 bis 2017“ aus. Laufende Ausstellung ab 30. Mai 2019: Angelika Janz. „Aller Anfang ist Zeremonie!“ Retrospektive Ausstellung mit Fragmenttexten, Collagen, Zeichnungen und BildText-Installationen, Vorpommersches Künstlerhaus Heinrichsruh 2019.